# Philoponella wuyiensis
Espèce
Philoponella wuyiensis est une espèce d'araignées aranéomorphes de la famille des Uloboridae.

## Distribution
Cette espèce est endémique du Fujian en Chine,. Elle se rencontre dans les monts Wuyi.

## Étymologie
Son nom d'espèce, composé de wuyi et du suffixe latin -ensis, « qui vit dans, qui habite », lui a été donné en référence au lieu de sa découverte, les monts Wuyi.

## Publication originale
- Xie, Peng, Zhang, Gong & Kim, 1997 : Five new species of the family Uloboridae (Arachnida: Araneae) from China. Korean Arachnology, vol. 13, no 2, p. 33-39.